# 箕面学園高等学校
箕面学園高等学校（みのおがくえんこうとうがっこう）は、大阪府箕面市にある学校法人箕面学園の設置する私立高等学校。

## 概要
設置学科として普通科、設置課程として全日制の課程を設置している。
2010年4月入学者までは、普通科の中に男女共学である特進、綜合コースと、女子のみの幼児教育という3コースを置いていた。
2010年4月入学者からは、大阪府立の複数の高等学校にて導入されている「普通科総合選択制」（単なる普通科よりも2年、3年の時間割の中で選択科目が多く、総合学科よりも選択科目が少ない普通科）の高等学校となった。
特進コースでは大学進学を視野に入れた学習をおこなっていた。綜合コースでは基礎学力の育成に重点をおいたカリキュラムが組まれていた。
幼児教育コースでは幼稚園教諭志望者および保育士志望者を対象にした授業を実施している。保育の理論や実習・ピアノなどの授業が必修科目として開講され、また卒業後は幼児教育関連の大学・短期大学・専門学校への進学を視野に入れたカリキュラムとなっていた。
普通科総合選択制を導入してからは、希望進路によって、大学進学、スポーツ・健康、幼児教育・介護福祉、就職の各エリア（あるテーマに関係する科目のまとまり。コースのようなもの）を開設した。
箕面学園福祉保育専門学校の箕面キャンパスとその教育実習の場にもなっている箕面学園附属幼稚園が隣接する。
大阪府茨木市、滋賀県大津市にも校地がある。

## 沿革
- 1946年3月 - 財団法人箕面高等女学校による箕面学園高等女学校として認可・開校
- 1948年4月 - 学制改革により箕面学園中学校・高等学校[1]へ改組・改称。男女共学とする。現在地に新校舎が竣工し、移転
- 1949年4月 - 箕面学園附属幼稚園開園
- 1951年3月 - 学校法人箕面学園に組織変更
- 1953年4月 - 箕面学園幼稚園教員養成所（夜間部）開設
- 1956年4月 - 箕面学園幼稚園教員養成所を箕面学園保育専門学校に改組・改称
- 1987年4月 - 箕面学園保育専門学校を箕面学園福祉保育専門学校と改称
- 2010年
  - 4月 - 箕面学園高等学校に普通科総合選択制第1期生が入学
  - 12月 - 箕面学園中学校、12月17日をもって廃止認可答申[2]

## 出身者
- 中市陽子 - 柔道家
- 野々村友紀子 - 放送作家
- 伊澤友梨 - 画家
- カサマツヒロシ - 漫画家
- 川人拓来 - プロレスラー
- 床田寛樹 - プロ野球選手

## 関連校
- 箕面学園福祉保育専門学校
- 箕面学園附属幼稚園

## 協定校
- 大阪学院大学
- 芦屋大学
- 大手前大学

## 協力校
- 大阪青山大学[3]

## 交通
- 阪急箕面線 箕面駅 西へ約400m。